# Apanteles dido
Apanteles dido är en stekelart som beskrevs av Nixon 1965. Apanteles dido ingår i släktet Apanteles och familjen bracksteklar. Inga underarter finns listade i Catalogue of Life.